# Veyron (Fluss)
Der Veyron ist ein rund 23 km langer rechter Nebenfluss der Venoge im Schweizer Kanton Waadt. Er entwässert einen Abschnitt der westlichen Randzone des Waadtländer Mittellandes. Die erste urkundliche Erwähnung des Flusslaufs erfolgte 1257 unter dem Namen li Voirons.

## Geographie

### Verlauf
Das Quellgebiet des Veyron befindet sich auf rund 720 m ü. M. auf der Flur Grand Marais am Fuss des Juras auf dem Gemeindeboden von Bière. Auf dem Plateau am Jurafuss fliesst der Bach nach Nordosten parallel zu den Juraketten und weist dabei nur ein sehr geringes Gefälle auf. In der meliorierten Landschaft bei Berolle und Ballens ist er auf einer Länge von anderthalb Kilometern eingedolt.
Bei Mollens tritt der Veyron in eine langgezogene, rund 300 Meter breite Talniederung ein, deren flacher Schwemmboden im Gebiet Seytoraz (früher auch La Muraz genannt) von einem Feuchtgebiet mit Mooren und Erlenbruchwäldern bedeckt ist. Das Tal entstand am Ende des Eiszeitalters als Schmelzwasserrinne neben dem Rhonegletscher. Während der südliche Teil des Tals mit dem Namen Grand Marais (deutsch «Grosser Sumpf») mit einem Quellbereich des Flusses Boiron de Morges im 20. Jahrhundert entwässert und urbarisiert wurde, ist im fast drei Kilometer langen nördlichen Abschnitt die sumpfige Naturlandschaft erhalten geblieben. Die 80 Hektar grosse Fläche mit einem wertvollen Biotop gehört mit dem Namen Les Monod zu den Auengebieten von nationaler Bedeutung und enthält ein etwa 40 Hektar grosses Amphibienlaichgebiet von nationaler Bedeutung. Mit einer etwas grösseren Umgebung zählt die Landschaft Le Marais des Monod zudem zu den Moorlandschaften von besonderer Schönheit und von nationaler Bedeutung.
Südlich von L’Isle wendet sich der Veyron nach Osten und überwindet auf 6 Kilometern eine Höhendifferenz von 100 Metern, wobei er in einem Tal verläuft, das etwa 30 Meter in das umgebende Hochplateau eingesenkt ist. Beim Dorf La Chaux öffnet sich dieses Tal zu einer breiten Talmulde, die im Osten vom Höhenrücken des Bois du Sépey flankiert wird. Bei Montricher fliesst der Veyron nahe am Flugplatz durch ein Waldgebiet. Danach durchquert er die Ortschaften Chavannes-le-Veyron und La Chaux. Der Bach fliesst nun nach Nordnordosten und erreicht bei Chevilly das schluchtartige Tälchen Les Creux. Im Felsenkessel Tine de Conflens (498 m ü. M.) mündet er in die Venoge. Bis hierher hat der Veyron eine rund 13 Kilometer längere Wegstrecke zurückgelegt als die Venoge; letztere führt jedoch im Allgemeinen mehr Wasser.

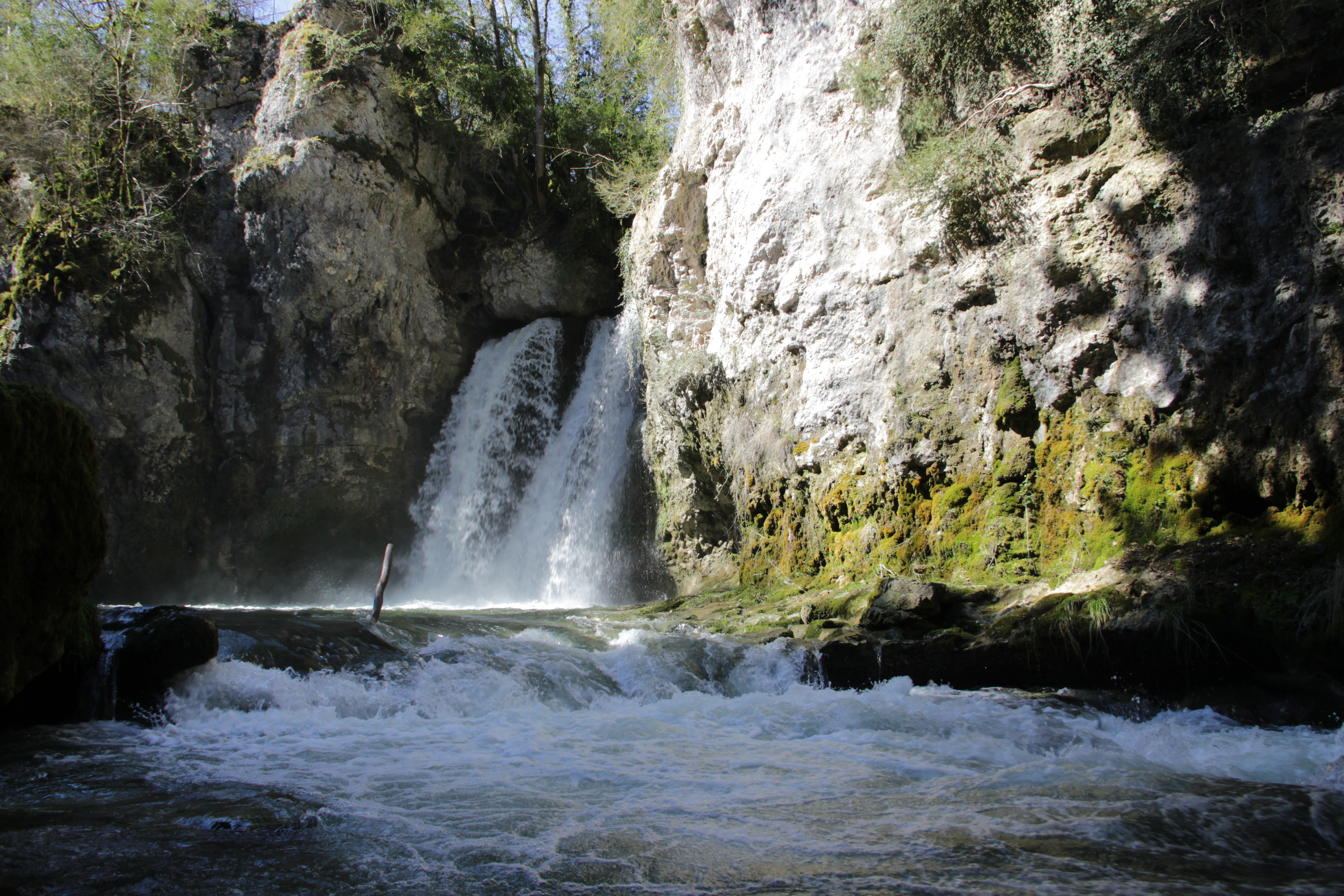
Tine de Conflens

Fast der gesamte Lauf des Veyron ist in naturnahem, teilweise natürlichem Zustand erhalten. Vom Jurafuss strömen ihm die Seitenbäche Etremble, Malagne, Morand und Gèbre zu.

### Zuflüsse
- Etremble (links)
- Malagne (links)
- Morand (links)
- Lamponnex (rechts)
- Gèbre (links)

## Technik
Die Wasserkraft des Veyron wurde seit dem Mittelalter an mehreren Stellen für den Betrieb von Mühlen und Sägereien genutzt, so zum Beispiel am Moulin de la Gollie bei Mollens, den zwei Mühlen und der Sägerei von Chavannes, die als Kulturgut von nationaler Bedeutung eingetragen ist, der Mühle von La Chaux und jener von Chevilly.

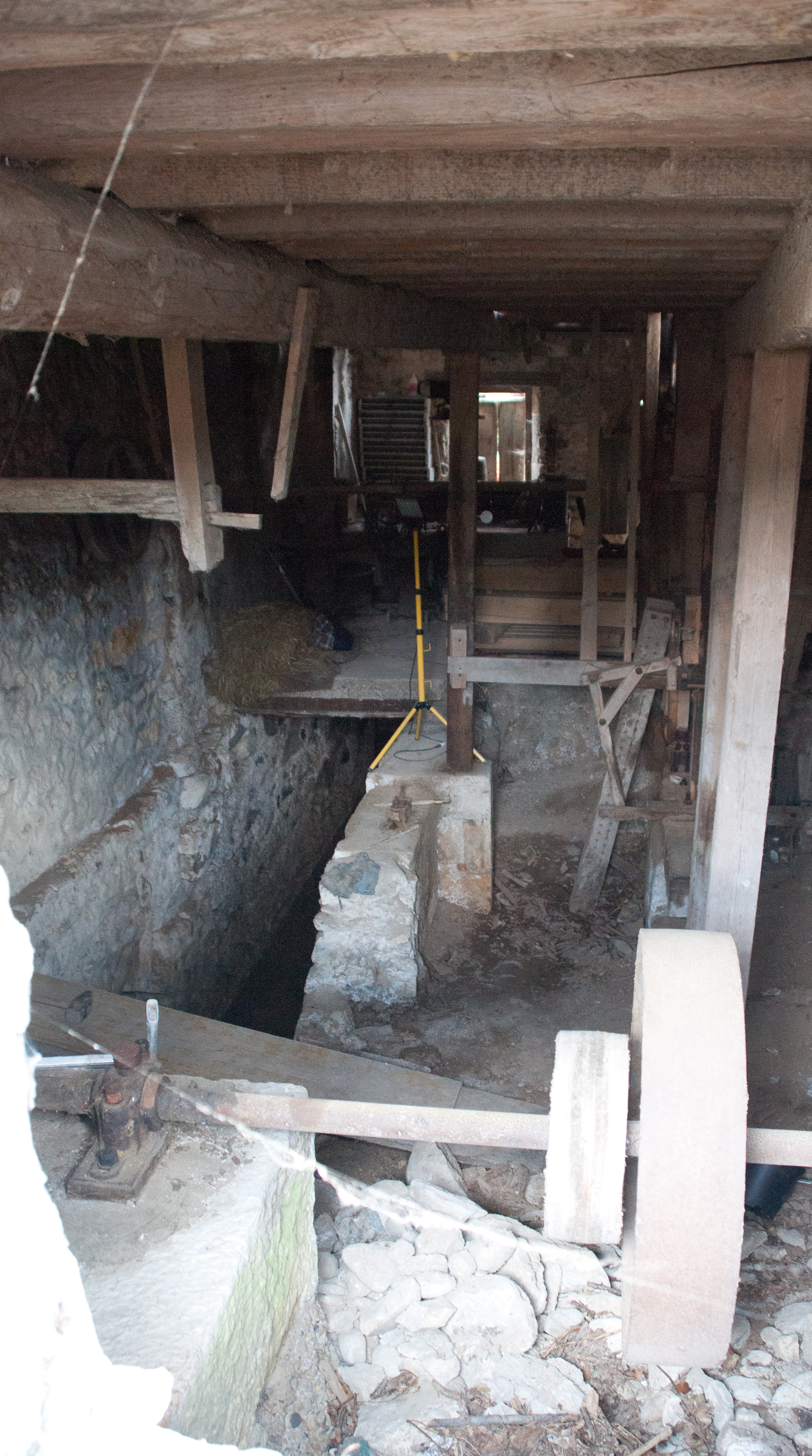
Einrichtungen der Sägerei von Chavannes-le-Veyron